# Asegabuch
Das Asegabuch (Erste Rüstringer Handschrift) ist eine Sammlung altfriesischen Rechts aus dem 13. bis 15. Jahrhundert.
Es ist ein wertvolles Zeugnis altfriesischen Volkstums, das Gesetzbuch der Rüstringer, benannt nach dem „asega“, dem friesischen Richter, der bei seinem Amtsantritt auf das Gesetz verpflichtet wurde.
Die Friesen hatten mehrere allgemeine Gesetze, die bis in die germanische Zeit zurückreichten und über ganz Friesland von der Wesermündung bis hin zur Zuiderzee galten. Daneben gab es in einzelnen friesischen Landschaften noch weitere besondere Rechte. In Rüstringen, der einstigen beiderseits des heutigen Jadebusens gelegenen Landschaft, galten z. B. auch die Rüstringer Küren, die Bußtaxen, die Rechtssatzungen und das Sendrecht. Alle diese Gesetze bildeten den Inhalt des Rüstringer Landrechts oder Asegabuches. Es ist nur noch in einem einzigen Exemplar, das sich im Niedersächsischen Staatsarchiv in Oldenburg befindet, erhalten geblieben. Aber auch dieses Dokument ist nur eine um 1300 angefertigte Kopie einer älteren Handschrift.
Das Asegabuch ist von unermesslichem Wert für die Erforschung der Frühgeschichte der friesischen Landschaft. Die folgenden Auszüge und deren Übersetzungen ins Hochdeutsche geben einen kleinen Eindruck von der altfriesischen Sprache:

„Thet is ac londriucht, thet wi Frisa hagon ene seburch to stiftande an to sterande, enne geldene hop ther umbe al Frislond lith.“

„Das ist auch Landrecht, dass wir Friesen müssen eine Seeburg machen und unterhalten, einen goldenen Ring, der um ganz Friesland liegt.“

„Uta skilu wi Frisa use lond halda mith thrium tauwon, mith tha spada and mith there bera and mith there forke; ac skilu wi use lond were mith egge and mith orde, and mith tha bruna skelde, with thena stapa helm and with thene rada skeld an with thet unriuchte herskipi. Aldus skilu wi Frisa halda use lond fon oua to uta, ief us god helpa wili and sante Pederr.“

„Auch sollen wir Friesen unser Land halten mit drei Werkzeugen, mit dem Spaten, mit der Bahre und mit der Forke; auch sollen wir unser Land verteidigen mit Schwert und Speer und mit dem braunen Schild wider den hohen Helm und wider den roten Schild und wider die ungerechte Herrschaft. So sollen wir Friesen unser Land halten vom Anfang bis Ende, dass uns Gott helfen möge und Sankt Petrus.“